# John Joseph Frederick Otto Zardetti
John Joseph Frederick Otto Zardetti (Rorschach, 24 gennaio 1847 – Roma, 10 maggio 1902) è stato un arcivescovo cattolico, teologo e funzionario svizzero. 
Fu il primo vescovo di Saint Cloud nel Minnesota, dal 1889 al 1894.
Successivamente, dal 1894 al 1895, fu arcivescovo di Bucarest in Romania. Dopo le dimissioni da arcivescovo, Zardetti prestò servizio, brevemente ma influentemente, nella Curia romana con il titolo di arcivescovo titolare di Mocisso.

## Biografia

### Formazione e studi
Otto Zardetti nacque il 24 gennaio 1847 a Rorschach, nel Canton San Gallo, in Svizzera, da Eugen e Annette Anna (nata von Bayer) Zardetti, una famiglia dell'alta borghesia che commerciava tele e prodotti coloniali. I suoi antenati paterni, membri della piccola nobiltà italiana, si erano trasferiti in Svizzera dal Piemonte, alla fine del XVIII secolo, dove suo padre sposò una giovane della famiglia aristocratica von Bayer. Suo fratello fu il noto artista, fotografo e pioniere dell'automobile Eugen Zardetti.
Zardetti frequentò la scuola primaria e secondaria locale a Rorschach, poi la scuola gesuita "Stella Matutina" a Feldkirch, in Austria. 
Successivamente tornò in Svizzera, dove entrò nel seminario minore diocesano di Sankt Georgen im Schwarzwald, vicino alla città di San Gallo. Continuò a formarsi in teologia e filosofia presso l'Università di Innsbruck.
Grazie alle sue conoscenze linguistiche, fu invitato dal vescovo Karl Johann Greith a partecipare al Concilio Vaticano I a Roma dal novembre 1869 alla primavera del 1870. 
Tornato ad Innsbruck, ottenne il dottorato in teologia nel 1870.

### Sacerdozio
Zardetti fu ordinato sacerdote dal vescovo Benedetto Riccabona de Reinchenfels nel 1870 a San Gallo. La sua conoscenza fluente del francese, inglese, italiano e tedesco gli valse una cattedra di retorica a Sankt Georgen (1871–1874).
Una visita in Inghilterra, nel 1874, lo portò a sviluppare una stretta amicizia con il cardinale Henry Edward Manning, da cui rimase molto influenzato.
Successivamente divenne direttore della biblioteca dell'Abbazia di San Gallo (1874–1876) e poi canonico della cattedrale. (1876–1881).
Nel 1879, Zardetti intraprese un viaggio di quattro mesi in America. Al ritorno in Svizzera, ricevette la proposta dall'arcivescovo di Milwaukee, Michael Heiss, di insegnare dogmatica al seminario metropolitano del Wisconsin. Zardetti arrivò in Wisconsin alla fine del 1881. Nel 1887, il vescovo Marty lo nominò vicario generale per il Vicariato del Dakota.
Secondo il suo biografo, padre Vincent A. Yzermans, l'arcivescovo Zardetti, noto per i suoi scontri con l'arcivescovo John Ireland e i suoi sostenitori nella gerarchia cattolica statunitense, giocò un ruolo fondamentale nel promuovere con successo la lettera apostolica del 1899, Testem benevolentiae nostrae, che condannava le idee dell'arcivescovo Ireland come eresia dell'Americanismo.
Commentando il ruolo di Zardetti nella lettera, padre Yzermans ha osservato: "In questo ambito potrebbe aver avuto il suo maggiore impatto sul cattolicesimo americano nella prima metà del XX secolo negli Stati Uniti".

### Ministero episcopale e pensiero teologico
Papa Leone XIII nominò Zardetti il 3 ottobre 1889 primo vescovo di Saint Cloud. Mentre era in viaggio in Europa in quel periodo, fu consacrato a Einsiedeln in Svizzera, il 20 ottobre 1889, dall'arcivescovo William Hickley Gross. Zardetti iniziò immediatamente la costruzione di un edificio adatto a fungere da cattedrale diocesana. Lavorò per ampliare il sistema delle scuole parrocchiali e creò un giornale per la diocesi. Zardetti divenne noto in tutto il paese per le sue capacità oratorie.
Durante il suo mandato come vescovo di Saint Cloud, Zardetti si scontrò ripetutamente e pubblicamente con il suo metropolita, mons. John Ireland, arcivescovo di Saint Paul e con i suoi sostenitori nella gerarchia cattolica statunitense. Uno dei motivi di tali scontri era l'ostilità di Zardetti verso la teologia modernista dell'arcivescovo Ireland. Un altro motivo era la convinzione di Ireland di vietare l'uso di qualsiasi lingua diversa dall'inglese nelle parrocchie e scuole cattoliche, contrapposta alla convinzione di Zardetti nei diritti linguistici e all'importanza dell'insegnamento, predicazione e preservazione del tedesco negli Stati Uniti e di altre lingue ereditarie e minoranze linguistiche minacciate.
Sebbene le sue posizioni affondino le radici nella "règle d'idiom" dì papa Gregorio XI del 1373, che imponeva al clero cattolico di comunicare con i propri fedeli nella lingua vernacolare locale, invece di permettere che la Chiesa diventasse uno strumento di morte linguistica coercitiva, le ragioni del vescovo Zardetti per opporsi all'English-only movement furono espresse al meglio nel suo sermone del 21 settembre 1891 nella cattedrale di San Giuseppe, durante il Quinto Congresso tedesco-americano a Buffalo. 
Il discorso di Zardetti era intitolato "Die Pflichten und Rechte des Adoptivbürgers in Amerika" ("I doveri e i diritti dei cittadini adottivi in America"), ma è stato successivamente soprannominato "The Sermon on the Mother and the Bride" ("Sermone sulla Madre e sulla Sposa") in inglese. Zardetti denunciò il nativismo, che paragonò alla costruzione di una Grande muraglia cinese lungo il confine per negare l'ingresso a chi non portasse una treccia. Definì tali politiche una rovina nazionale ovunque fossero applicate e sostenne che, in quanto tedesco-americani, "Tutti noi abbiamo lasciato la nostra madre e scelto l'America come nostra sposa." Denunciò il concetto di imperialismo linguistico imposto dallo Stato come una forma di "tirannia", sostenendo che lasciare i cambiamenti linguistici ai processi naturali e alle scelte individuali era di gran lunga preferibile. Zardetti aggiunse: "La lingua è così intimamente connessa con l’uomo che, anche quando favorito dalle circostanze e spinto dallo zelo, egli impara una nuova lingua, deve essere comunque autorizzato a esprimere i propri bisogni e i desideri del cuore nella lingua materna. Altrimenti, è la stessa natura a protestare e, come conseguenza, seguirà l’apostasia religiosa. Gli antagonismi e le differenze razziali non possono essere eliminati con la coercizione. Tentare di sopprimerli con la forza non fa altro che accrescerne l’amarezza e renderli più evidenti. Da ciò nascono guerre e attriti."
In conclusione, Zardetti predicò: "Amate la Germania; è vostra madre. Con dolore vi ha dato alla luce. La sua stirpe può stare accanto a quella di qualsiasi altra nazione. Siete pari a chiunque. Come nazione unita di fratelli, amate l’America. Non ho bisogno di dire allo sposo di amare la propria sposa. Quell’amore che vi ha spinti a lasciare padre e madre e a traversare l’oceano, e che ora vi tiene qui legati da mille fili, non ha bisogno di incoraggiamento da parte mia. Dove potreste trovare un’altra sposa così giovane, così ricca, così affascinante come l’America? Sopra il suo capo ruotano le stelle. Il suo abito è ricamato dalle mani operose delle nazioni. Nel suo seno custodisce le ricchezze di un Nuovo Mondo, oro nei suoi minerali, oro nei suoi granai, oro nel suo artigianato."
L’editore pro-Ireland, James Conway attaccò il sermone del vescovo Zardetti nel numero del 28 settembre 1891 del Northwestern Chronicle, accusando il vescovo di promuovere la negligenza verso la Sposa. Conway proseguì: "Non c’è da meravigliarsi se lei diventa un po’ gelosa e si lamenta del trattamento freddo ricevuto. L’apprezzamento del vescovo Zardetti per le Scritture è troppo grande per non aver notato come lo spirito del seguente testo sia stato violato: "Per questo l’uomo lascerà suo padre e sua madre e si unirà a sua moglie." "Non c’è da stupirsi se la sposa abbia espresso la sua protesta attraverso la stampa per essere stata subordinata alla suocera. La bella timida fu trascurata."
Il vescovo Zardetti rispose il 30 ottobre. Accusò Conway di aver citato erroneamente il suo sermone, "e affermò di non aver parlato solo degli immigrati tedeschi, ma di tutti coloro non nati sul suolo americano, incluso sé stesso e l’editore del Chronicle."
Il vescovo Zardetti fu altrettanto fermo nella difesa delle scuole cattoliche negli Stati Uniti contro il concetto, che egli considerava radicato nell’Illuminismo, secondo cui i bambini sarebbero esclusiva proprietà dello Stato, che da solo avrebbe il diritto di educarli attraverso la frequenza obbligatoria alle scuole pubbliche. Mentre l’arcivescovo Ireland cercava di rendere le scuole cattoliche il più possibile simili a quelle pubbliche tramite il Poughkeepsie plan e misure simili, il vescovo Zardetti affermava pubblicamente che il Governo degli Stati Uniti non poteva essere ritenuto affidabile nel tollerare l’indipendenza delle scuole cattoliche, che a suo avviso non dovevano mai accettare finanziamenti pubblici o nemmeno libri di testo gratuiti. Zardetti credeva che qualsiasi dipendenza dall’aiuto statale sarebbe stata prima o poi usata come mezzo per distruggere l’indipendenza sia dell’educazione cattolica sia della stessa Chiesa dal controllo statale.

### Arcivescovo di Bucarest e membro della Curia
Papa Leone XIII nominò Zardetti all’arcidiocesi di Bucarest il 6 marzo 1894. Tuttavia, la sua salute divenne nuovamente problematica e il papa dovette accettare le dimissioni di Zardetti il 25 maggio 1895. Lo nominò arcivescovo titolare di Mocisso e lo assegnò ad incarichi presso la Curia romana. Divenne canonico di San Giovanni in Laterano a Roma e consultore per due dicasteri.
Secondo i suoi biografi (Fr. Vincent A. Yzermans e Franz Xaver Wetzel), i contrasti dell’arcivescovo Zardetti in materia di teologia e altre questioni con l’arcivescovo John Ireland e i suoi sostenitori nella gerarchia statunitense non cessarono mai del tutto. Zardetti ebbe un ruolo importante, in qualità di membro della curia, nella redazione della lettera apostolica Testem benevolentiae Nostrae di papa Leone XIII, che condannava l’Americanismo come eresia. L’enciclica fu firmata dal papa il 22 gennaio 1899. Come ricompensa, Zardetti fu promosso ad assistente al soglio pontificio il 14 febbraio 1899.
Durante questo periodo, Zardetti espresse il desiderio di visitare Saint Cloud, ma i suoi problemi di salute glielo impedirono.

### Morte e sepoltura
Otto Zardetti morì presso il convento delle Suore della Santa Croce a Roma il 10 maggio 1902, all’età di 55 anni. Dopo una messa di requiem celebrata dal vescovo di San Gallo Augustine Egger, l’arcivescovo Zardetti fu sepolto accanto al celebre teologo e cardinale Joseph Hergenröther nella cripta dell’abbazia territoriale di Wettingen-Mehrerau, vicino a Bregenz, in Austria, dove il suo corpo riposa ancora oggi.

## Opere

### In tedesco
- Die Kirche von St. Gallen, ein Spiegelbild der allgemeinen Kirche, Sermon, Einsiedeln, Benziger.
- Die Restauration der Wallfahrtskirche zum heilig Kreuz bei St. Gallen, St. Gallen, Moosberger.
- Das neue Licht von Himmel in der dogmatischen Definition der unbefleckten Empfängnis Mariä, Frankfurt, Fisser.
- Ignatius von Loyola, Kanzelrede, Einsiedeln, Benziger.
- Die neue Welt Nordamerikas, betrachtet im Licht des Glaubens. Kanzelvortrag, Benziger, Einsiedeln, Benziger.
- Die göttliche Vorsehung im menschlichen Leben. Abschiedspredegt. St. Gallen, Moosberger.
- Die katholische Kirche, die Stiftung des Gottmenschen. Kanzelrede, Luzern, Räber.
- Das Kreuz der Kirche oder Erschütterung und Neubelebung des Katholizismus in der Gegenwart, Festpredigt. Luzern, Räber.
- Der selige Nikolaus von der Flüe, Gedenkblatt, St. Gallen, Moosberger.
- Die Sprache Roms, Anrede, Einsiedeln, Benziger.
- 1878: Christus am Kreuze, quattro sermoni sulla Passione di Cristo, Luzern, Räber.
- Maryland, die Wiege des Katholizismus und der Freiheit Nordamerikas, Frankfurt am Mainm Fösser.
- Die makellose Jungfrau, die Patronin der Vereinigten Staaten Nordamerikas, Anrede, New York City, Benziger.
- Die kirchliche Sequenz: Komm Heilige Geist, Freiburg, Herder.
- Manule für die Herz-Jesu-Andacht, St. Cloud, Minnesota.
- Die Andacht zum heiligen Geiste, Milwaukee, Columbia.
- Die Symbol des Erzbischöflichen Palliums, pubblicato in tedesco e in francese, Einsiedeln, Benziger.
- Die wahre Idee der kirchlichen Music, Anrede, New York City, Pustet.
- 1891: Die Pflichten und Rechte des Adoptivbürgers in Amerika, Festrede, Cologne, Bachem.
- Roma felix! oder 'Wird Rom wieder päpstlichen werden?, Frankfurt am Main, Fösser.
- Zehn Bilder aus Süd-England, Einsiedeln, Benziger.
- Die Bischofsweihe, Einsiedeln, Benziger.
- Die Priesterweihe, Einsiedeln, Benziger.
- Requies s. Galli oder Geschichtliche Beleuchtung der Kathedrale des heiligen Gallus, Einsiedeln, Benziger.
- Pius der Grosse: Immortellenkränze auf den Sarkophag Papst Pius IX, Frankfurt am Main, Fösser.
- 1897: Westlich! Oder durch den fernen Westen Nord-Amerikas, Mainz, Kirchheim.

### In inglese
- 1888: Special Devotion to the Holy Ghost: A Manual for the use of Seminarians, Priests, Religious and the Christian people.
- 1891: America and Her Citizens by Adoption. Address Delivered in the Cathedral in Buffalo, New York, St. Louis, Missouri, Catholic Publishing Company.

## Genealogia episcopale e successione apostolica
La genealogia episcopale è:
- Cardinale Scipione Rebiba
- Cardinale Giulio Antonio Santori
- Cardinale Girolamo Bernerio, O.P.
- Arcivescovo Galeazzo Sanvitale
- Cardinale Ludovico Ludovisi
- Cardinale Luigi Caetani
- Cardinale Ulderico Carpegna
- Cardinale Paluzzo Paluzzi Altieri degli Albertoni
- Papa Benedetto XIII
- Papa Benedetto XIV
- Papa Clemente XIII
- Cardinale Giovanni Carlo Boschi
- Cardinale Bartolomeo Pacca
- Papa Gregorio XVI
- Cardinale Lodovico Altieri
- Cardinale Gaetano Bedini
- Arcivescovo James Roosevelt Bayley
- Arcivescovo William Hickley Gross, C.SS.R.
- Arcivescovo John Joseph Frederick Otto Zardetti

La successione apostolica è:
- Arcivescovo Sebastian Gebhard Messmer (1892)